# Beast fighter, l'apocalypse
Beast fighter, l'apocalypse (魔獣戦線 THE APOCALYPSE, Maju Sensen THE APOCALYPSE) est une série de 13 épisodes d'après un manga de Ken Ishikawa. C'est le remake et la suite de 3 OAV, Maju Sensen. Produit dans les studios Magic Bus en 2003, il est édité en France chez Kazé depuis 2005.

## Histoire
La ville de Tokyo est détruite par Adam et Ève, des êtres tout-puissants provoquant séismes et éruptions volcaniques. 
Genzou Kuruma, un scientifique, veut réveiller Dieu. Pour cela, il a besoin du sang de Maria, une amie d'enfance de son fils qui a le don de prescience. Maria est promise à être la Vierge Marie, après le réveil de Dieu. Mais elle meurt lors du cataclysme.
Son fils, Shinichi Kuruma, et une jeune fille, Ayaka Sanders, fille d'un des treize sages, possèdent en eux ce sang introduit par leur père. Le corps de Shinishi et le cœur d'Ayaka contiennent ainsi le sang de Maria, ce qui fait que tous trois sont reliés spirituellement.
Genzo fera tout pour les capturer et prendre leur sang pour éveiller Dieu, et détruire l'espèce humaine actuelle qui est à la fin de son stade d'évolution, pour la remplacer par les « nouveaux hommes » que lui et les sages ont créés : les Beast Fighter, des hommes et femmes génétiquement modifiés qui peuvent se transformer en monstres de forme animale.
Shinichi, Ayaka et Tomizoro (Tommy), frère de Maria, fuient Genzo Kuruma et ses sbires Beast Fighter.
Shinichi veut se venger de son père pour lui avoir fait subir ces expériences sur sa mère et lui. Il est, donc aussi, un de ces « Nouveaux hommes ». Il a ainsi le pouvoir de faire apparaître en son bras droit un lion, de son abdomen un ours, et de son dos un aigle ; animaux qui étaient les seuls amis de son enfance encore normale, avec Marie et sa mère jusqu'à la folie de son père.
Il absorbe ainsi la puissance des autres Bêtes en les faisant manger par ses compagnons. Avec ce pouvoir, il se battra jusqu'à ce que Genzou Kuruma soit tué de ses propres mains. Mais c'est moins sûr.
Ce pouvoir transforme Shinishi en une chimère de plus en plus puissante avec des jambes d'ours, le bras droit d'une patte de lion, le dos ailé d'un aigle. Mais ce pouvoir et sa haine, tout comme dans la légende du village de Tommy, semblent ne plus être contrôlables sans l'apaisement des âmes de ceux qu'il a aimés le plus au monde : soit sa mère, Maria et Ayaka. 
Ayaka meurt après que Genzo Kuruma ait réussi à prendre et surtout purifier son sang de tout sentiment pour sa création. 
Adam et Eve sont de retour de la Lune, et l'éveil de Dieu est proche ! 
Dieu créateur et surtout créature de Genzo Kuruma, ce second clone de Dieu enfin parfait est ravivé par le sang de Maria/Ayaka. Il se prend pour son modèle, mais il est surtout à l'image de Satan dans Devilman avec ses six ailes ; Shinishi, lui, est à la fois Violence Jack dans son physique humain et Devilman dans sa transformation bestiale. Tous deux vont s'affronter pour l'apocalypse. 
On croit ainsi à la victoire de Dieu après qu'il a ôté de l'esprit de Shinishi les âmes de Maria, de Madame Kuruma, et d'Ayaka. Son pouvoir de Beast Fighter est devenu destructeur et incontrôlable comme dans la légende. Tel une ombre à l'apparence de l'esprit maléfique de Barom one, il absorbe le faux Dieu.
Puis, arrive ce que la légende avait prédit, un grand désastre pour l'humanité puisque vient l'ultime transformation à l'image de Mao Dante de Go Nagai issu de la disparition de ces âmes apaisantes que sont sa mère, Maria et Ayaka. Le monstre géant apaise dès lors sa douleur en absorbant la population de la ville à la recherche de ces âmes.
C'est par l'intervention de Tommy et surtout de la perle qu'il portait et de l'âme d'Ayaka qui y était enfermée que le monstre géant prend conscience de ses actes et quitte la Terre vers d'autres cieux, probablement jusqu'au réveil du vrai Dieu.

## Musique
- Ouverture : « Kaigenrei no Yoru (戒厳令の夜; Nuit de la loi martiale) » par 03
- Fermeture : « Kuuhaku no Toki (空白の時; Blank Time) » par Eri Hasegawa
- Musique   : Hiroshi Motokura

## Doublage

### Version Française
- Frédéric Roques

### Version Originale
- Shinichi Kuruma : Kentarou Itou
- Ayaka Sanders : Nana Mizuki
- Maria : Shoko Kikuchi
- Tomizoro : Tiki Matsuno

## Source
- animeka.com
- (en) animenewsnetwork.com